# Dawyck Botanic Garden
De Dawyck Botanic Garden is een botanische tuin in het Schotse Stobo (Scottish Borders), 13 km ten zuidwesten van Peebles. Sinds 1978 valt de tuin onder het beheer van de Royal Botanic Garden Edinburgh. Van februari tot en met november is de tuin voor het publiek opengesteld. De tuin heeft een oppervlakte van 25 ha, waaronder een stuk met natuurlijke vegetatie.
De tuin herbergt plantentaxa als Aceraceae, Berberidaceae, Betulaceae, Ericaceae, Fagaceae, Oleaceae, Pinaceae, Rosaceae, Tiliaceae, Rhododendron, Abies, Acer, Astilbe, Betula, Berberis, Cotoneaster, Fagus, Fraxinus, Galanthus, Hosta, Hyacinthoides, Larix, Ligularia, Meconopsis, Narcissus, Picea, Pinus, Prunus, Rogersiana, Sorbus, Spiraea, Tilia en Tsuga.
De tuin heeft meerdere bezienswaardige onderdelen. Het Azalea Terrace is een terras dat wordt omringd door rododendrons, die vooral in de lente in bloei staan. De Swiss Bridge is een stenen brug. Bij deze brug staan een stekelboom en een douglasspar. De brug overspant de Scrape Glen, een vallei met een beek met stroomversnellingen. De Dynamo Pond is een vijver, waar de oudste Europese lork uit de tuin is te vinden. De Beech Walk is een laan die wordt omgeven door beuken. In de tuin is Italiaans beeldhouwwerk te vinden. De tuin beschikt over bezoekerscentrum met een café, een geschenkenwinkel en tentoonstellingsruimten.